# John J. Mescall
John J. Mescall (* 10. Januar 1899 in Litchfield, Illinois; † 10. Februar 1962 in Los Angeles, Kalifornien) war ein US-amerikanischer Kameramann.

## Leben
John Mescall arbeitete Ende der zweiten Dekade des zwanzigsten Jahrhunderts in Hollywood als Laborassistent, bevor er 1920 Kameramann wurde. Während der Stummfilmzeit stand Mescall unter anderen, für zwei Filme Ernst Lubitschs hinter der Kamera, 1926 bei der Komödie So This Is Paris und 1927 für die Romanze Alt-Heidelberg, der Verfilmung einer populären Operette. 
Während der 1930er Jahre arbeitete Mescall insgesamt sechsmal mit Regisseur James Whale zusammen. Bei Whales Der Unsichtbare zeichnete Mescall für die visuellen Effekte verantwortlich, wurde jedoch nicht in den Credits genannt. Nach der Verfilmung des Musicals Show Boat folgte 1937 eine weitere Zusammenarbeit Mescalls mit Whale während der Dreharbeiten zu The Road Back, der Fortsetzung von Im Westen nichts Neues. Der Film basiert auf dem Roman Der Weg zurück von Erich Maria Remarque.
Mitte der 1940er Jahre widmete sich Mescall zunehmend den Spezialeffekten und stand nur noch sporadisch hinter der Kamera. Für seine Arbeit an der Komödie Liebling, zum Diktat mit Rosalind Russell und Fred MacMurray wurde er 1943 für den Oscar nominiert. Ein letztes Mal vor seinem Tod führte Mescall die Kamera 1957 für Roger Cormans Film Gesandter des Grauens (Not of This Earth).

## Filmografie (Auswahl)
- 1923: Sechs bange Tage (Six Days)
- 1923: Der Markt der Seelen (Souls for Sale)
- 1924: Liebesurlaub einer Königin (Three Weeks)
- 1924: Der lachende Kavalier (His Hour)
- 1926: So ist Paris (So This Is Paris)
- 1927: Alt-Heidelberg (The Student Prince in Old Heidelberg)
- 1927: Rivalen des Ozeans (The Yankee Clipper)
- 1929: The Leatherneck
- 1931: Herz am Scheideweg (The Easiest Way)
- 1933: Der Unsichtbare (The Invisible Man)
- 1933: Bei Kerzenlicht (By Candlelight)
- 1934: One Man River
- 1934: Die schwarze Katze (The Black Cat)
- 1935: Frankensteins Braut (The Bride of Frankenstein)
- 1935: Magnificent Obsession
- 1936: Show Boat
- 1937: The Road Back
- 1937: Make a Wish
- 1939: When Tomorrow Comes
- 1940: Die Perlenräuber von Pago-Pago (South of Pago Pago)
- 1940: Rote Teufel um Kit Carson (Kit Carson)
- 1941: Die Unvollendete (New Wine)
- 1942: Liebling, zum Diktat (Take a Letter, Darling)
- 1943: Three Russian Girls
- 1944: The Bridge of San Luis Rey
- 1944: Sensationen für Millionen (Sensations of 1945)
- 1950: Auf dem Kriegspfad (Davy Crockett, Indian Scout)
- 1957: Gesandter des Grauens (Not of This Earth)